# Sally Martin
Sally Erana Martin (* 14. Mai 1985 in Wellington) ist eine neuseeländische Schauspielerin.
Martin wurde in ihrer Rolle als Tori Hanson, der blaue Ranger in der Serie Power Rangers Ninja Storm einem größeren Publikum bekannt.
Zusätzlich zu ihrer Rolle in dieser Serie hatte sie auch andere Rollen in Film und Fernsehen.

## Filmografie (Auswahl)
- 2001–2002: The Tribe
- 2002: Mord in Greenwich (Murder in Greenwich)
- 2003: Power Rangers Ninja Storm
- 2004: Power Rangers Dino Thunder
- 2008: Seven Perios with Mr. Gormsby
- 2006: Wendy Wu – Die Highschool-Kriegerin (Wendy Wu: Homecoming Warrior)
- 2007: The Last Great Snail Chase
- 2007: Power Rangers Operation Overdrive (2 Episoden)
- Seit 2009: Shortland Street